# Лучшие синглы США 1975 года по версии Billboard
Лучшие синглы США 1975 года (англ. Billboard Year-End Hot 100 singles of 1975) — итоговый список наиболее популярных синглов журнала Billboard по данным продаж за 1975 год.

## Список 1975 года
| Место | Синглы                           | Исполнитель        |
| ----- | -------------------------------- | ------------------ |
| 1     | «Love Will Keep Us Together»     | Captain & Tennille |
| 2     | «Rhinestone Cowboy»              | Глен Кэмпбелл      |
| 3     | «Philadelphia Freedom»           | Элтон Джон         |
| 4     | «Before the Next Teardrop Falls» | Freddie Fender     |
| 5     | «My Eyes Adored You»             | Frankie Valli      |
| 6     | «Shining Star»                   | Earth, Wind & Fire |
| 7     | «Fame»                           | Дэвид Боуи         |
| 8     | «Laughter in the Rain»           | Нил Седака         |
| 9     | «One of These Nights»            | Eagles             |
| 10    | «Thank God I'm a Country Boy»    | Джон Денвер        |